# Funktionstüchtigkeit der Strafrechtspflege
Die Funktionstüchtigkeit der Strafrechtspflege ist ein auf das Bundesverfassungsgericht zurückgehender Topos, der in der Rechtsprechung und der politischen Debatte zur argumentativen Untermauerung von Strafverfolgungsinteressen dient. Er wird Interessen und Rechten von Beschuldigten und Zeugen im Strafverfahren gegenübergestellt und wirkt diesen entgegen.
Praktische Relevanz bekommt die Funktionstüchtigkeit der Strafrechtspflege bei der Frage, ob ein Beweiserhebungsverbot ein Beweisverwertungsverbot nach sich zieht; also ob ein rechtswidrig gewonnenes Beweismittel in einem Strafprozess verwendet werden darf. Im angelsächsischen Recht ist dies grundsätzlich nicht zulässig (siehe Früchte des vergifteten Baumes). Im deutschen Recht ist dagegen abzuwägen zwischen den Grundrechten des Betroffenen und dem staatlichen Strafverfolgungsinteresse unter dem Stichwort Funktionstüchtigkeit der Strafrechtspflege.
Gemeinhin gilt eine Entscheidung des Bundesverfassungsgerichts zum Zeugnisverweigerungsrecht von Sozialarbeitern als Geburtsstunde des Topos. Gegenüber auch früher schon angestellten Effektivitätsüberlegungen zeichnet sich der Topos durch eine vorgebliche Verknüpfung der Strafverfolgungsinteressen mit dem Fortbestand des verfassten Rechtsstaats aus. So wird er meist aus dem Rechtsstaatsprinzip oder auch dem Gewaltmonopol des Staates abgeleitet. In jüngerer Zeit ist statt von der „Funktionstüchtigkeit der Strafrechtspflege“ immer öfter auch von der „Wirksamkeit“, „Effektivität“ oder auch „Effizienz“ der Strafrechtspflege die Rede. Dabei geht die geänderte Wortwahl allerdings nicht mit einem Bedeutungswandel einher. Anhaltspunkte für eine in quantitativer Hinsicht verringerte Effektivität, lassen sich anhand der Verfahrenszahlen nicht finden. Einer qualitativen Betrachtung ist die Effektivität der Strafrechtspflege jedoch nur sehr bedingt zugänglich.